# Rosina Schneider
Rosina Schneider (* 18. August 2004) ist eine deutsche Leichtathletin.

## Werdegang
Schneider wuchs im baden-württembergischen Empfingen in der Nähe des Schwarzwalds auf. Im Alter von acht Jahren begann sie mit der Leichtathletik und wurde Mitglied in ihrem Heimatverein TV Sulz. Sie wechselte 2021 in ein Internat an einer Sportschule in Stuttgart und schloss sich der Trainingsgruppe der ehemaligen Sprinterin Cathleen Tschirch an.
Bei den U20-Europameisterschaften 2023 in Jerusalem siegte sie über 100 Meter und in der deutschen 4-mal-100-Meter-Staffel. In diesem Jahr wurde sie außerdem Jugend-Leichtathletin des Jahres.
Bei den Deutschen Hallenmeisterschaften 2024 in Leipzig siegte sie über 60 Meter Hürden. Bei den Deutschen Meisterschaften 2024 in Braunschweig gewann sie über 100 Meter Hürden die Bronzemedaille.